# Иноземная Духовка
Инозе́мная Духо́вка — село в Тамбовском районе Тамбовской области. Входит в Суравский сельсовет.

## География
Расположено на реке Подречка (Духо́вка) вблизи северной окраины села Солдатская Духовка, в 8 км к востоку от села Сурава и в 20 км к северу от Тамбова.
В 4 км к востоку проходит автодорога Тамбов — Нижний Новгород. Имеется подъездная дорога от неё к селу, продолжающаяся на запад к Сураве и далее к Козьмодемьяновке.

## Инфраструктура
Имеются школа — филиал Горельской школы (преобразована в 2007 году), отделение почтовой связи, библиотека, магазин. Первая церковь в селе была построена в 1766 году.
Действует автобусное сообщение через село по маршруту Тамбов — Сурава.

## Население
| 2002 | 2010 |
| ---- | ---- |
| 293  | ↗298 |

По состоянию на 1862 год в казённом и владельческом селе Иноземческая Духовка (при речке Духовке) Тамбовского уезда насчитывалось 70 дворов, в них 486 мужчин, 424 женщины.

Национальный состав: русские — 95%.

## Известные уроженцы
- Николай Васильевич Громотков (1928—1999) — Герой Социалистического Труда, шофёр Петропавловского пассажирского автотранспортного предприятия № 1 Министерства автомобильного транспорта РСФСР, Камчатская область.